# Bizantska umjetnost
Bizantska umjetnost je umjetnička produkcija i izričaj greciziranog Bizantskog Carstva, nastala nakon podjele Rimskog Carstva na istočnu i zapadnu polovicu. Proizašla je iz kasne antike oko 500-ih godina i ubrzo je izgradila bogatu tradiciju različitu od katoličke Europe. Bizantska umjetnost je izuzetno konzervativna, iz religioznih i kulturalnih razloga, ali održava kontinuiranu tradiciju s grčkim realizmom, kojemu je suprotstavljen snažan anti-realizam vjerskog simboličnog prikazivanja. Bizantska umjetnost je kontinuirano utjecala na zapadnoeuropsku umjetnost, te su sjaj bizantskog dvora i samostana, čak i pri samom kraju carstva, služili kao model zapadnim vladarima, kako svjetovnim tako i crkvenim pokroviteljima. 

## Povijest
Bizant je naziv za širu oblast oko grada Bizanta kojeg je Konstantin Veliki 330. g. proglasio glavnim gradom Rimskog Carstva (od tada – Konstantinopol), prije svega zbog njegovog strateškog položaja na Bosporu kao prirodnog mosta između Europe i Azije. Nakon podjele Rimskog Carstva, on postaje glavni grad Istočnoga Carstva i održava kontinuitet rimske prostorne organicacije: u središtu je forum na čijem jednom kraju se podiže centralna crkva (Aja Sofija), a na drugom carska palača s vrtovima, dok je na jugozapadu veliki hipodrom. Bizantsko Carstvo se formira nakon 395. g. i raspada Rimskog Carstva i glavni mu je grad Konstantinopol. Za vrijeme Justinijana, ovaj grad na poluotoku odvojen je od kopna slavnim Teodozijevim zidinama (moglo se ući samo kroz monumentalna zlatna vrata) i u našim krajevima postaje poznat kao Carigrad. U ranom srednjem vijeku on postaje najveći i najnaseljeniji grad na svijetu. Osim Carigrada, Bizantsko Carstvo obuhvaćalo je južne dijelove Balkanskog poluotoka, Egejske otoke, zapadni dio Male Azije, Ravennu, Veneciju, jug Italije, te Mezopotamiju, Siriju i sjevernu Afriku. U 11. st. Turci Seldžuci su zavladali velikim dijelom Male Azije, a Bizant je sveden na Balkan i Grčku, sve do konačnog pada Konstantinopola 1453. pod Osmanlijama.
Unutar tih desetak stoljeća carevina je preživjela više faza:
- Zlatno ili klasično doba (527. – 726.), vrhunac za cara Justinijana (527. – 565.). To je vrijeme apsolutne moći države koja se prostirala sve do Ravenne, Venecije i Juga Italije;
- doba ikonoklazma (zabrana ljudskog lika unutar sakralne građevine) (726. – 843.);
- doba makedonske (843. – 1081.) i komnenske dinastije (1081. – 1185.) i na kraju
- doba paleologa (vrijeme obnove, ali i propadanja i raspada Carstva) (1258. – 1453.).

## Ranobizantska umjetnost
U ranom srednjovjekovnom razdoblju najbolja bizantska umjetnost, često stvorena izravno u carskim radionicama, predstavljala je ideal sofisticiranosti i tehničke rafiniranosti koju su europski pokrovitelji pokušavali usvojiti. U unutrašnjosti se zidovi crkava ukrašavaju pored mozaika i freskama, a glavni brod je naglašen ikonostasom, oltarnom pregradom koja dijeli svetište od ostalog prostora crkve, a čine je kameni pluteji ili ikone. Ikone su prenosive slike na platnenoj ili češće drvenoj podlozi, rađene po vrlo strogim pravilima prikazivanja likova; po njima prozvanim ikonografskim pravilima. Tijekom bizantskog ikonoklazma od 730. do 843. bila je uništena velika većina ikona (svetih slika najčešće naslikanih na drvu). Vrlo je malo starijih bizantskih ikona ostalo očuvano do danas i većina očuvanih djela nalazi se u Italiji (Rim, Ravenna i ostali gradovi), Hrvatskoj (Eufrazijeva bazilika) i Egiptu (Samostan Svete Katarine na Sinaju).
Najznačajniji spomenici ranobizantske umjetnosti nalaze se u talijanskoj Ravenni koja je 402. g. postala prijestolnicom Zapadnog Rimskog Carstva, a za cara Justinijana (od 554. g.) bila je sjedištem bizantske vlasti u Italiji. Crkva San Vitale u Ravenni (526. – 547.g.) ima tlocrt osmerokuta iznad čijeg središnjeg dijela je kupola. Središnja lađa komplicirano je povezana s bočnim brodom i to nizom polukružnih niša. Crkva ovakvog tlocrta s kupolom prevladava u Pravoslavlju sve od Justinijana, kao što na Zapadu prevladava bazilikalni tip crkve. 
Mozaik, kao način ukrašavanja zidova u rimskoj umjetnosti, dobio je posebnu važnost u Bizantu i postao posvuda prisutan u carskim i sakralnim građevinama. 
U crkvi San Vitale s obje strane oltara nalaze se raskošni mozaici (Car s pratnjom i Carica s pratnjom) koji simboliziraju i odražavaju moć i slavu carskog dvora. Oni prikazuju „bizantski ideal ljepote”: visoke istanjene figure, ovalnih glava s prodornim očima, povijenim obrvama, dugog i tankog nosa, malih usta, malih stopala u odnosu na veličinu tijela, te raskošno dekorirane odjeće. Svaka scena je lišena pokreta. Likovi na tim mozaicima su tipizirani, statični, ceremonijalni, ogromnih očiju, a pozadina je zlatna (nebo je uvijek boje zlata u ranom kršćanstvu).
Crkva Aja Sofija (532. – 537.) u Carigradu je najpoznatija građevina ovog razdoblja. Tlocrt je kombinacija uzdužne bazilike i centralnog tipa s kupolom na sredini. Tada najveću kupolu na svijetu podupiru dvije polukupole i sferni trokuti zvani pandativi. Kupola je prošarana prozorima i svjetlucavim mozaicima pa se čini kao da je bez težine. Izvana je volumen zatvoren ravnim geometrijskim plohama, dok je iznutra zid potpuno dematerijaliziran mramornim oplatama i mozaicima dajući mu slikarski karakter.
Jedini očuvani ranobizantski spomenik u Hrvatskoj je trobrodna Eufrazijeva bazilika u Poreču iz 5. st., s mozaicima iz 6. st. (npr. portret biskupa Eufrazija). Sama bazilika je najstariji primjer troapsidalne crkve na zapadu; izvana poligonalna, a iznutra polukružna (bočne apside su utopljene u zidnu masu i to će postati karakteristika predromanike i romanike). Nova je bila i tehnika gradnje zidanjem pločastih udrobljenih lomljenica. Mozaici označavaju prekretnicu u prikazivanju gdje figurativni likovi s frontalnom kompozicijom, izrazito plošni i simetrični, imaju dostojanstvene smirene geste.
Kiparstvo je u bizantskoj umjetnosti bilo potisnuto, osim male plastike izvedene u slonovoj kosti (bjelokost) i metalu (emajl) s izrazitom plošnošću. Bizantsko Carstvo je proizvelo većinu najcjenjenije umjetnosti srednjeg vijeka u smislu kvalitete materijala i izrade. Bizantska svila, često ukrašena motivima životinjskih ili ljudskih figura, bila je nenadmašna po kvaliteti u cijelom kršćanskom svijetu, gotovo do kraja postojanja Carstva. Proizvodila se, vjerojatno ne u potpunosti, u carskim radionicama u Konstantinopolu, o čijem poslovanju znamo vrlo malo. Neke druge vrste dekorativnih umjetnosti bile su manje razvijene; bizantska keramika rijetko se uzdizala iznad razine atraktivne narodne umjetnosti, usprkos naslijeđu Stare Grčke, ili npr. impresivne otomanske keramike iz İznika koja će se kasnije razviti na ovim prostorima.

## Ikonoklazam
Vjernici su obožavali ikone i kipove, ljubeći i moleći ispred njih, vjerujući tako da će im molitve biti djelotvornije – što su vjerske vođe tumačile kao nastavak poganskog idolopoklonstva. Tako dolazi do velikih razmirica između ikonoboraca (protivnici ikona) i ikonofila (pristalice ikona), što je kulminiralo 726. g. zabranom upotrebe ikona koju je izdao bizantski car Leon III. 
To vrijeme katastrofalnih sukoba, uništavanja mozaika i fresaka, devastacije samostana, ali i progona svećenika i ikonofila, nazivamo doba ikonoklazma. Bizantsko Carstvo se stalno branilo od napada islamskih naroda, pa je ovaj zakon bio i političke prirode, jer se podilazilo islamskoj zabrani prikazivanja svetih likova.
Napuštanjem sakralnih motiva posezalo se za seoskim motivima, motivima prirode, lova, svakodnevice ili apstraktne ornamentike. Procvat profane umjetnosti najjasnije se očituje u ukrašavanju carskih palača (keramika, tepisi, i dr.) jer su se carevi nadmetali u raskoši s islamskim bagdadskim kalifima.
God. 843. spor je završio pobjedom štovalaca slika i dolazi do procvata slikarstva pod makedonskom dinastijom.

## Srednjobizantska umjetnost
Nakon ponovne uspostave proizvodnje ikona bizantska je umjetnička tradicija nastavljena s relativno malim promjenama, usprkos ili zbog polaganog propadanja carstva. Postojalo je razdoblje značajnog buđenja klasičnog stila u djelima dvorske umjetnosti 10. stoljeća kao što je Pariški psaltir. Tijekom cijelog razdoblja „makedonske renesanse” postojali su paralelni stilovi oslikavanja iluminiranih rukopisa „ikonskih” likova u uokvirenim minijaturama, često i kod istog umjetnika, a više neformalne manje scene ili likovi dodavani su neuokvireni uz rubove teksta u puno realističnijem stilu (npr. Jošuin svitak). Makedonsko razdoblje je i vrijeme obnove kasnoantičkog rezbarenja bjelokosti u raskošnim diptisima i triptisima.
Početkom 10. st. potpuno će se ustoličiti tipična građevina Bizanta - crkva tlocrta grčkog križa (istokrakog), upisanog u osnovu kvadrata. Kupole će povećati svoj tambur (donji okvir kupole) i na tom visokom tamburu otvorit će se mnogi prozori te tako obasjati tu građevinu građenu potpuno bez prozora na zidu (Hosios Lukas, Nea Moni, Dafni).
Dinastija Komnen je bila veliki pokrovitelj umjetnosti koja je za njihove vladavine krenula putem humanizma i emotivnosti čiji vrhunac predstavlja Vladimirska Gospa i mozaici samostana Dafni, te freske crkve sv. Pantelejmona u blizini Skoplja (1164.). Neke od najljepših primjera djela ovog razdoblja se mogu pronaći izvan Carstva: Bojanska crkva (Sofija, Bugarska), mozaici samostana Gelati (Gruzija), Katedrala Svete Sofije u Kijevu, Bazilika svetog Marka u Veneciji, arapsko-normanski Palermo i katedralne crkve u Cefalù i Monrealeu, i dr.
U kasnijim razdobljima bizantske arhitekture javlja se nekoliko tipova crkava, smanjuju se veliki jedinstveni prostori (koji su dominirali u zlatnom dobu), a na važnosti dobiva vanjska obrada volumena, gdje se javljaju i ornamentalni ukrasi od opeke (npr. Crkva sv. Luke u Fokidi, Grčka, ili sv. Pantelejmon kod Skopja, Makedonija).
Bazilika svetog Marka u Veneciji (1063.), koja nije bila pod vlašću Bizanta, bila je pod njegovim direktnim umjetničkim utjecajem. Ona ima osnovu grčkog križa upisanog u osnovu kvadrata i kupole iznad središnjeg kvadrata i svakog kraka križa - odlike bizantske gradnje. Venecijanske kupole nemaju tambur nego su obložene drvenim krovovima. Unutrašnjost je vrlo prostrana i ukrašena mozaicima.
- Mozaik iz samostana Daphni (Grčka), oko 1100.
- Mozaik u apsidi katedrale Gelati (Gruzija), oko 1106.
- Pala d'Oro („Zlatno ruho”), oltar Bazilike sv. Marka u Veneciji (1063.)
- Mozaik Krista Svevladara u apsidi katedralne crkve u Cefalù, Sicilija (1148.)

## Kasnobizantska umjetnost
U 13. st. Carigrad pada u ruke križara i formira se Latinsko Carstvo (1204. – 1261.), što dovodi do intenzivnijeg razvoja umjetničke djelatnosti na periferiji Bizanta, kao što je Makedonija (Crkva sv. Sofije u Ohridu), Srbija (Sopoćani i srednjovjekovni spomenici na Kosovu), Bugarska (Crkve u stijenama Ivanova, Manastir Rila), Rumunjska (Manastir Horezu, Moldovske oslikane crkve) i Rusija. U Srbiji nastaju crkve Raške škole u kojoj se osjete utjecaji romanike, dok Crkva Manastira Gračanica na Kosovu (1315. god.) zbog svoje visine podsjeća na gotičku gradnju. Ona ima narteks spojen s centralnim prostorom kvadratnog tlocrta (upisan grčki križ) koji je izvana naglašen stupnjevanjem četiri manje kupole iz kojih se u sredini izdvaja peta, najviša i najveća; sjajan ritam nižih i viših tijela koja skoro ne izlaze iz kvadratne osnove.
Paleolozi (1258. – 1453.), koji su ponovno osvojili Carigrad 1261. god., stvaraju carsku školu u kojoj se njeguju tradicionalni mozaik (Crkva Hora), oslikavanje patoralnih krajolika i naposljetku narativno freskoslikarstvo (Mistras). Ikone su ipak postale najomiljeniji medij kojega sada odlikuje uzdržanost izričaja, snaga dekorativnih kvaliteta i pedantna pozornost detaljima zbog čega se ikonoslikartvo tog doba naziva „paleološkim manirizmom”. Ovo ikonoslikarstvo je preživjelo pad Bizantskog Carstva 1461. godine, prije svega u „Kretskoj školi” koja je pripada Veneciji još od 1212. godine, a kojoj je pripadao i slavni El Greco u 16. st.
Ostale lokalne tradicije bizantske umjetnosti u Armeniji, Siriji, Gruziji i drugdje općenito nisu bile toliko sofisticirane, ali često su bile energičnije od umjetnosti Konstantinopola i ponekad, posebno u arhitekturi, izgleda da su imale utjecaj čak i na Zapadnu Europu. Kao primjer može se navesti postavljanje figurativnih monumentalnih skulptura s vanjske strane crkava koje je na istoku bilo prisutno nekoliko stoljeća prije nego što se pojavilo u romanici na zapadu. Iako je bizantska umjetnost zbog svog dugog kontinuiteta naoko statična i nepromijenjena, ipak se uočavaju neke razlike. Tako za komnenske dinastije umjetnost ima obilježja romanike na Zapadu: vodoravno stremljenje, načelo zbrajanja relativno samostalnih dijelova, plošno slikarstvo jednostavnih kompozicija i dr., dok umjetnost u doba Paleologa teži građenju u visinu, naraciji u slikarstvu, izraženijoj osjećajnosti i sl., što podjeća na zapadnoeuropsku gotiku.
Kada se pravoslavlje potpuno proširilo na teritoriju današnje Rusije, počelo se sve više graditi u drvetu, a pomalo se mijenjao i bizantski tip crkve. Kupola će postajati sve viša, veća i raskošnija, i umnožavat će se (oblik lukovičaste glave uveo se zbog lakšeg otpora snijegu). O tome svjedoči najreprezentativniji primjer bizantske arhitekture, Crkva Svetog Vasilija Blaženika u Moskvi (1555. – 1561. god.). Ruske ikone u početku strogo slijede principe izrade iz bizantske umjetnosti, a kako je vrijeme prolazilo, Rusi su razvili vrste i stilove izrade ikona, kakvi nisu bili poznati u ostalom pravoslavnom svijetu (npr. Andrej Rubljov).
- Freske u kupoli paraklezija, Crkva Hora, Carigrad, oko 1321.
- Rođenje Kristovo, freska u manasiru Peribleptos, Mistras, Peloponez (Grčka), 1348.-1380.
- Navještenje, ikona iz crkve sv. Klimenta u Ohridu, Makedonija (početak 14. st.)
- Manastir Gračanica, Kosovo, 1315.
- Lukovičaste glave na crkvi na otoku Kiži, 16. st.

## Poveznice
- Rimska umjetnost
- Trojice-Sergijeva lavra, Bijeli spomenici Vladimir-Suzdalja (Rusija)
- Ranokršćanski i bizantski spomenici u Solunu (Grčka)
- Srednjovjekovni spomenici na Kosovu, Studenica (Srbija)
- Moldovske oslikane crkve, (Rumunjska)

## Vanjske poveznice
- Byzantium, Faith and Power, 1261-1453. Izložba u Metropolitan muzeju u New Yorku (2004).
- "Byzantine art", iz Encyclopædia Britannica Online.
- "Byzantine art", preuzeto iz Encyclopædia Britannica iz 1911.
- Anthony Cutler on the economic history of Byzantine mosaics, wall-paintings and icons; at Dumbarton Oaks.